# Acacia gaumeri
El catzin negro (Senegalia gaumeri) es un arbusto trepador de la familia Leguminosae o Fabaceae del género Acacia, aunque recientemente fue incluido en el género Senegalia, sin embargo, es más conocido y usado como su género original.

## Descripción
Tiene hojas compuestas de hasta 15 cm de largo, hasta 8 pares de pinas y cada una con hasta 21 pares de foliolos  folíolos diminutos de 7-14 mm de largo (microfilo); sus ramas son armadas con aguijones recurvados dispersos.   
Las flores crecen en espigas cortas de hasta 2 cm de largo. El fruto es una legumbre membranosa plana, lisa, de hasta 17 cm de largo.

## Distribución
Es endémica del sureste de México, específicamente en la península de Yucatán. Su abundancia es predominante en la selva seca del área.

## Taxonomía
Senegalia gaumeri fue descrita por primera vez por Sidney Fay Blake y publicada en Proceedings of the Biological Society of Washington 34: 44 en 1921. Especie dedicada al Dr. Gaumer, gran colector y conocedor de la Península de Yucatán.